# Annatorte

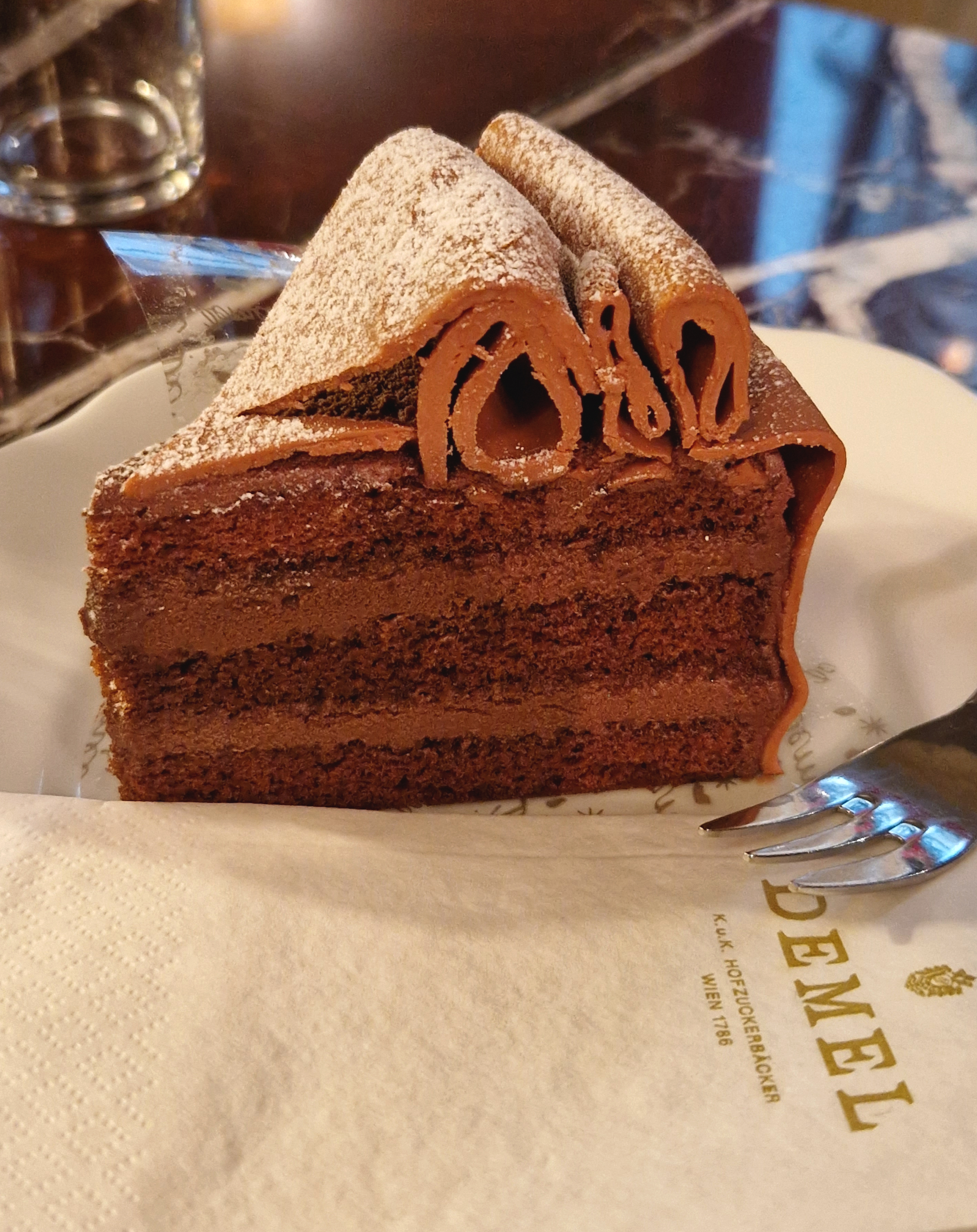
Annatorte in der K.u.K.Hofzuckerbäckerei Demel

Annatorte ist eine Schokoladentorte, die nach Anna Demel, der Schwägerin von Carl Demel (junior) und langjährigen Leiterin des Cafe Demel in Wien benannt wurde und bis heute in der ehemaligen K.u.K. Hofzuckerbäckerei Demel hergestellt wird.
Es ist eine Schokoladen- bzw. Trüffeltorte aus drei biskuitähnlichen fettreichen Bodenschichten mit einer dunklen Parisercreme (Schokoladenbuttercreme) dazwischen, Orangenlikör und einer Nougateindeckung. Das Nougat erkaltet dabei auf einer kalten Marmorplatte zu einer dünnen Schicht, die dann zur Verzierung auf der Torte als große Wellen kreisförmig angeordnet wird.